# Sobinka
Sobinka (russisch Со́бинка) ist eine Stadt in der Oblast Wladimir (Russland) mit 19.482 Einwohnern (Stand 14. Oktober 2010).

## Geografie
Die Stadt liegt im Nordwestteil der Meschtschoraniederung etwa 40 km südwestlich der Oblasthauptstadt Wladimir am rechten Ufer der Kljasma, eines linken Nebenflusses der in die Wolga mündenden Oka.
Sobinka ist der Oblast administrativ direkt unterstellt und zugleich Verwaltungszentrum des gleichnamigen Rajons. Die benachbarte Stadt Lakinsk ist Sobinka administrativ unterstellt.

## Geschichte
Der Ort wurde erstmals als Wüstenei Sobinowa urkundlich erwähnt, d. h. dem Sobina gehörend, was als männlicher Vorname in Quellen aus der Gegend seit dem 15. Jahrhundert auftaucht.
In den 1850er Jahren wurde hier von den Brüdern Lossew eine Textilfabrik gegründet, um welche eine Arbeitersiedlung entstand. In den 1920er Jahren hieß der Ort zeitweilig Komawangard, als Kurzform vom nunmehrigen Namen der Textilfabrik Kommunistitscheski Awangard (russisch für Kommunistische Avantgarde) abgeleitet.
1939 wurde das Stadtrecht verliehen.

### Bevölkerungsentwicklung
| Jahr | Einwohner |
| ---- | --------- |
| 1939 | 18.162    |
| 1959 | 20.511    |
| 1970 | 22.943    |
| 1979 | 23.646    |
| 1989 | 23.720    |
| 2002 | 21.054    |
| 2010 | 19.482    |

Anmerkung: Volkszählungsdaten

## Kultur und Sehenswürdigkeiten
Die Stadt besitzt ein Heimatmuseum.
Im Dorf Orechowo des Rajons Sobinka befindet sich ein Schukowski-Gedenkmuseum für den dort geborenen „Vater der russischen Luftfahrt“.

## Wirtschaft und Infrastruktur
In Sobinka gibt es Betriebe der Textilindustrie, des Gerätebaus (Zulieferer für Fahrzeugindustrie, Medizintechnik) sowie der Holzwirtschaft.
Die Station Undol in Lakinsk ist vier Kilometer von Sobinka entfernt und liegt an der 1862 eröffneten Eisenbahnstrecke Moskau–Nischni Nowgorod (Streckenkilometer 161), auf der heute ein Großteil der Züge der Transsibirischen Eisenbahn auf ihrem Westteil ab Moskau verkehrt. Die Fernstraße M7 Moskau–Nischni Nowgorod–Kasan–Ufa (Teil der Europastraße 22) führt ebenfalls durch das benachbarte Lakinsk.